# Референдумы в Лихтенштейне (1988)
Референдумы в Лихтенштейне проходили 24 января и 2 октября 1988 года. В январе проходили референдумы по увеличению количества мест в Ландтаге с 15 до 25 и по пенсионному фонду. Оба были одобрены 51,7 % голосов избирателей. Октябрьский референдум касался строительства тоннеля Гнальп-Штег, который был одобрен 55,1 % голосов.

## Контекст

### Увеличение количества мест в Ландтаге
Референдум касался конституционной поправки, предполагавшей увеличение количества мест в Ландтаге с 15 до 25.
Референдумы по расширению Ландтага ранее были многократно отвергнуты населением в ходе голосования 1919, 1945 и 1972 годов. Тем не менее, на референдуме 1985 года две инициативы, предлагающие увеличение до 21 и 25 мест, соответственно, конкурировали друг с другом и взаимно лишили друг друга законной силы. Дело в том, что, хотя 80 % избирателей проголосовали за первое либо второе предложение по расширению Ландтага, ни одно из них по отдельности не набрало необходимых для подтверждения 50 % голосов.
Это был факультативный референдум парламентского происхождения: Ландтаг решил выдвинуть на всенародное голосование проект конституционной поправки к статьям № 46-1 и № 46-2 в рамках Статьи № 66 Конституции и Статья № 111 о конституционных изменениях.

### Пенсионный фонд
Референдум касался создания обязательного пенсионного фонда.. Это был факультативный референдум парламентского происхождения: Ландтаг выдвинул на всенародное голосование законопроект в рамках статьи № 66 Конституции.

### Строительство тоннеля Гнальп-Штег
Референдум касался строительства тоннеля между Гналпом и Штегом. Это был факультативный референдум по народной инициативе: в рамках статьи № 66 Конституции бюджет, выделенный на строительство тоннеля Гнальп-Штег Ландтагом, стал предметом запроса на голосование после сбора более 1000 подписей.

## Результаты

### Увеличение количества мест в Ландтаге
| Выбор                               | Голоса | %    |
| ----------------------------------- | ------ | ---- |
| За                                  | 4 537  | 51,7 |
| Против                              | 4 234  | 48,3 |
| Недействительных/пустых бюллетеней  | 211    | -    |
| Всего                               | 8 982  | 100  |
| Зарегистрированных избирателей/Явка | 13 017 | 69,0 |
| Источник: Démocratie Directe        |        |      |

### Пенсионный фонд
| Выбор                               | Голоса | %    |
| ----------------------------------- | ------ | ---- |
| За                                  | 4 496  | 51,7 |
| Против                              | 4 196  | 48,3 |
| Недействительных/пустых бюллетеней  | 290    | -    |
| Всего                               | 8 982  | 100  |
| Зарегистрированных избирателей/Явка | 13 017 | 69,0 |
| Источник: Démocratie Directe        |        |      |

### Строительство тоннеля Гнальп-Штег
| Выбор                               | Голоса | %    |
| ----------------------------------- | ------ | ---- |
| За                                  | 3 943  | 55,1 |
| Против                              | 3 211  | 44,9 |
| Недействительных/пустых бюллетеней  | 188    | -    |
| Всего                               | 7 342  | 100  |
| Зарегистрированных избирателей/Явка | 13 215 | 55,6 |
| Источник: Démocratie Directe        |        |      |